# Deryck Whibley

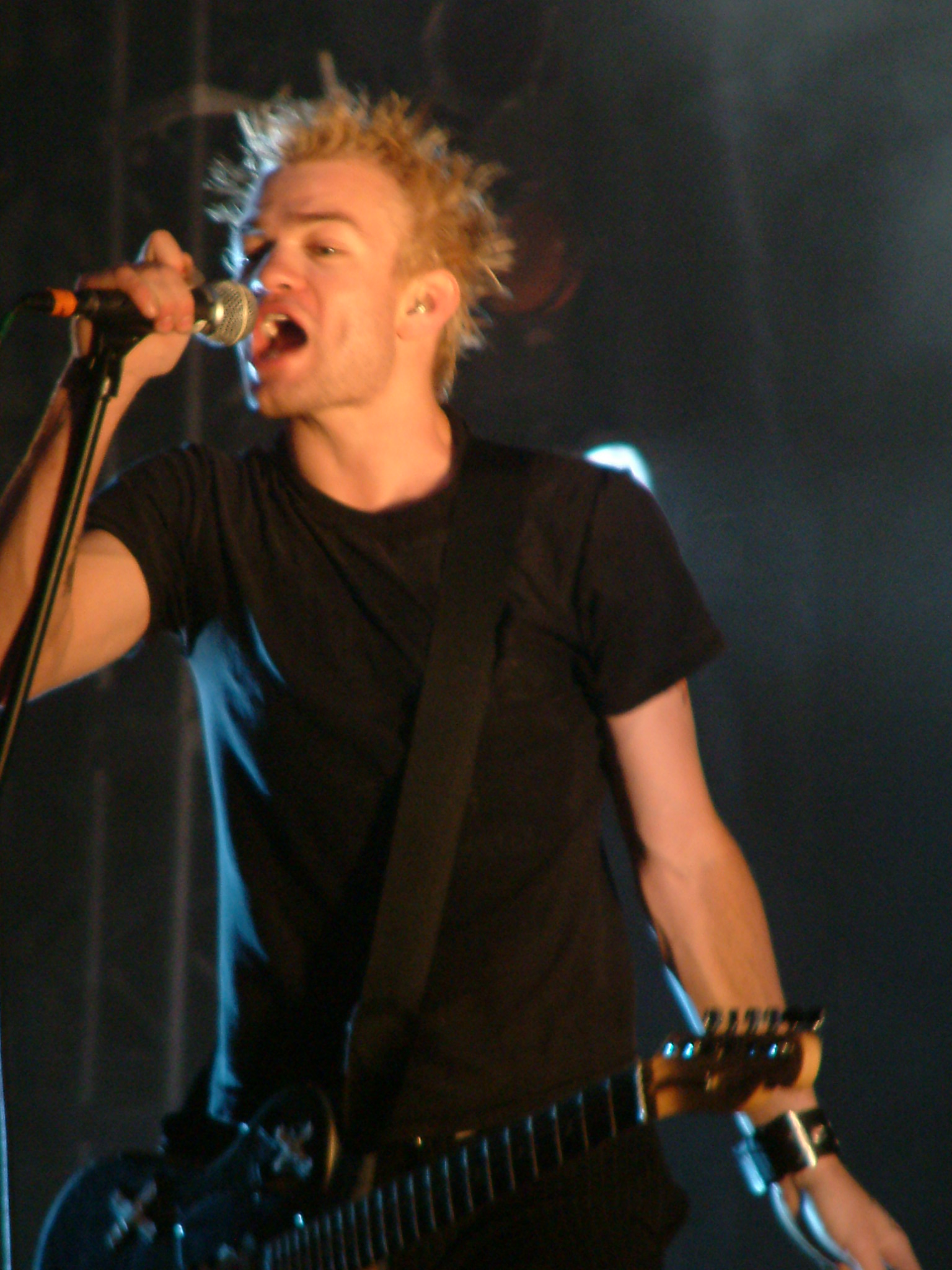
Deryck Whibley

Deryck Jason Whibley (* 21. März 1980 in Toronto), auch bekannt als Bizzy D ist ein kanadischer Gitarrist, Sänger, Schlagzeuger, Pianist und Songwriter der Band Sum 41.

## Leben
Whibley wurde im Torontoer Vorort Scarborough geboren und wuchs in Ajax in Ontario auf. Er besuchte dort die Southwood Park Public School. Er wuchs mit nur einem Elternteil im Haushalt auf. Als Teenager besuchte er die Exeter High School. Dort wurden er und seine Bandkollegen entdeckt, als sie bei War of the Bands spielten.
1996 beschlossen Whibley und Steve Jocz, 41 Tage nach Sommeranfang, die Band Sum 41 zu gründen. Später stießen Dave Baksh (der zwischen 2006 und 2015 die Band verlassen hatte) und Jason McCaslin dazu. 2005 und 2006 spielte er Gitarre und sang Backing-Vocals auf den Alben Tommyland: The Ride von Tommy Lee und A Million in Prizes: The Anthology von Iggy Pop.
2006 bis 2010 war Whibley mit der Sängerin Avril Lavigne verheiratet, deren Album The Best Damn Thing er mitproduzierte. Gemeinsam wohnten sie in Bel Air, Los Angeles. Im September 2009 bestätigten sie die Trennung, im November 2010 wurden sie geschieden. Nach Angaben der beiden verlief die Trennung einvernehmlich und sie empfinden dennoch tiefste Verbundenheit zueinander.
Im August 2010 wurde Deryck von drei unbekannten Personen attackiert und musste ins Krankenhaus eingeliefert werden. Gegen den Rat der Ärzte spielte er wenige Tage später auf dem Festival Summer Sonic in Japan. Nur wenige Tage vor der Attacke hatte er mit einer akuten Bronchitis zu kämpfen und musste zwei Konzerte der Vans Warped Tour ausfallen lassen. 
Im Mai 2014 wurde bekannt, dass Whibley einen Monat lang wegen Alkoholmissbrauchs im Krankenhaus lag, was zum Kollaps von Nieren und Leber führte. Seine Verlobte hatte ihn aufgefunden und den Notarzt verständigt.
Seit August 2015 ist Whibley mit dem Model Ariana Cooper verheiratet.
Whibley sammelt Gitarren und besitzt unter anderem ein eigenes Signature-Modell der Telecaster von Squier.